# Esquí alpí als Jocs Olímpics d'hivern de 2022
Als Jocs Olímpics d'Hivern de 2022, que se celebraren a la ciutat de Pequín (República Popular de la Xina), es disputaren onze proves d'esquí alpí, cinc en categoria masculina, cinc més en categoria femenina i una de mixta a l'estació de Yanqing.
Un total de 306 esquiadors, 153 per gènere, en les diferents proves d'esquí, 14 menys que als Jocs Olímpics d'hivern de 2018.

## Horari de competició
Aquest és el calendari de les proves.
 Tots els horaris són en (UTC+8).
| Data         | Hora        | Prova                  |
| ------------ | ----------- | ---------------------- |
| 7 de febrer  | 12:00       | Descens (homes)        |
| 7 de febrer  | 9:30 14:30  | Eslàlom gegant (dones) |
| 8 de febrer  | 11:00       | Super gegant (homes)   |
| 9 de febrer  | 10:15 13:45 | Eslàlom (dones)        |
| 10 de febrer | 10:30 14:15 | Combinada (homes)      |
| 11 de febrer | 11:00       | Super gegant (dones)   |
| 13 de febrer | 10:15 15:00 | Eslàlom gegant (homes) |
| 15 de febrer | 11:30       | Descens (dones)        |
| 16 de febrer | 10:15 13:45 | Eslàlom (homes)        |
| 17 de febrer | 10:30 14:00 | Combinada (dones)      |
| 20 de febrer | 9:00        | Prova per equips       |

Notes
- El descens masculí es va ajornar per fort vents del 6 al 7 de febrer.[5]
- La prova per equips es va ajornar per fort vents del 19 al 20 de febrer.[6]

### Informació de les curses
| Data         | Cursa                  | Altura inicial     | Altura Final       | Desnivell dropvertical | Llargada de la cursa | Desnivell (%) |
| ------------ | ---------------------- | ------------------ | ------------------ | ---------------------- | -------------------- | ------------- |
| 7 de febrer  | Descens – homes        | 2,179 m (7,149 ft) | 1,285 m (4,216 ft) | 894 m (2,933 ft)       | 3.152 km (1.96 mi)   | 284,0%        |
| 15 de febrer | Descens – dones        | 2,050 m (6,726 ft) | 1,285 m (4,216 ft) | 765 m (2,510 ft)       | 2.704 km (1.68 mi)   | 283,0%        |
| 10 de febrer | Descens – (SC) – homes | 2,179 m (7,149 ft) | 1,285 m (4,216 ft) | 894 m (2,933 ft)       | 3.152 km (1.96 mi)   | 284,0%        |
| 17 de febrer | Descens – (SC) – dones | 2,050 m (6,726 ft) | 1,285 m (4,216 ft) | 765 m (2,510 ft)       | 2.704 km (1.68 mi)   | 283,0%        |
| 8 de febrer  | Super-G – homes        | 1,930 m (6,332 ft) | 1,285 m (4,216 ft) | 645 m (2,116 ft)       | 2.267 km (1.41 mi)   | 285,0%        |
| 11 de febrer | Super-G – dones        | 1,825 m (5,988 ft) | 1,285 m (4,216 ft) | 540 m (1,772 ft)       | 1.984 km (1.23 mi)   | 272,0%        |
| 13 de febrer | Eslàlom gegant – homes | 1,925 m (6,316 ft) | 1,501 m (4,925 ft) | 424 m (1,391 ft)       |                      |               |
| 7 de febrer  | Eslàlom gegant – dones | 1,925 m (6,316 ft) | 1,501 m (4,925 ft) | 424 m (1,391 ft)       |                      |               |
| 16 de febrer | Eslàlom – homes        | 1,712 m (5,617 ft) | 1,501 m (4,925 ft) | 211 m (692 ft)         |                      |               |
| 9 de febrer  | Eslàlom – dones        | 1,712 m (5,617 ft) | 1,501 m (4,925 ft) | 211 m (692 ft)         |                      |               |
| 10 de febrer | Eslàlom – (SC) – homes | 1,712 m (5,617 ft) | 1,501 m (4,925 ft) | 211 m (692 ft)         |                      |               |
| 17 de febrer | Eslàlom – (SC) – dones | 1,712 m (5,617 ft) | 1,501 m (4,925 ft) | 211 m (692 ft)         |                      |               |
| 20 de febrer | Prova per equips       | 1,603 m (5,259 ft) | 1,487 m (4,879 ft) | 116 m (381 ft)         |                      |               |

## Resum de medalles

### Categoria masculina
| Prova                  | Or                    | Or      | Plata                         | Plata   | Bronze                        | Bronze  |
| Descens detalls        | Beat Feuz (SUI)       | 1:42.69 | Johan Clarey (FRA)            | 1:42.79 | Matthias Mayer (AUT)          | 1:42.85 |
| Super-G detalls        | Matthias Mayer (AUT)  | 1:19.94 | Ryan Cochran-Siegle (USA)     | 1:19.98 | Aleksander Aamodt Kilde (NOR) | 1:20.36 |
| Eslàlom gegant detalls | Marco Odermatt (SUI)  | 2:09.35 | Žan Kranjec (SLO)             | 2:09.54 | Mathieu Faivre (FRA)          | 2:10.69 |
| Eslàlom detalls        | Clément Noël (FRA)    | 1:44.09 | Johannes Strolz (AUT)         | 1:44.70 | Sebastian Foss-Solevåg (NOR)  | 1:44.79 |
| Combinada detalls      | Johannes Strolz (AUT) | 2:31.43 | Aleksander Aamodt Kilde (NOR) | 2:32.02 | James Crawford (CAN)          | 2:32.11 |

### Categoria femenina
| Prova                  | Or                     | Or      | Plata                       | Plata   | Bronze                  | Bronze  |
| Descens detalls        | Corinne Suter (SUI)    | 1:31.87 | Sofia Goggia (ITA)          | 1:32.03 | Nadia Delago (ITA)      | 1:32.44 |
| Super-G detalls        | Lara Gut-Behrami (SUI) | 1:13.51 | Mirjam Puchner (AUT)        | 1:13.73 | Michelle Gisin (SUI)    | 1:13.81 |
| Eslàlom gegant detalls | Sara Hector (SWE)      | 1:55.69 | Federica Brignone (ITA)     | 1:55.97 | Lara Gut-Behrami (SUI)  | 1:56.41 |
| Eslàlom detalls        | Petra Vlhová (SVK)     | 1:44.98 | Katharina Liensberger (AUT) | 1:45.06 | Wendy Holdener (SUI)    | 1:45.10 |
| Combinada detalls      | Michelle Gisin (SUI)   | 2:25.67 | Wendy Holdener (SUI)        | 2:26.72 | Federica Brignone (ITA) | 2:27.52 |

### Prova per equips
| Prova                 | Or | Plata                                                                                | Bronze |
| Equips mixtos detalls | ÀustriaKatharina Huber · Katharina Liensberger · Katharina Truppe · Stefan Brennsteiner · Michael Matt · Johannes Strolz | AlemanyaEmma Aicher · Lena Dürr · Julian Rauchfuß · Alexander Schmid · Linus Straßer | NoruegaMina Fürst Holtmann · Thea Louise Stjernesund · Maria Therese Tviberg · Timon Haugan · Fabian Wilkens Solheim · Rasmus Windingstad |

## Medaller
| Pos. | País         | Or | Plata | Bronze | Total |
| 1    | Suïssa       | 5  | 1     | 3      | 9     |
| 2    | Àustria      | 3  | 3     | 1      | 7     |
| 3    | França       | 1  | 1     | 1      | 3     |
| 4    | Suècia       | 1  | 0     | 0      | 1     |
| 4    | Eslovàquia   | 1  | 0     | 0      | 1     |
| 6    | Itàlia       | 0  | 2     | 2      | 4     |
| 7    | Noruega      | 0  | 1     | 3      | 4     |
| 8    | Alemanya     | 0  | 1     | 0      | 1     |
| 8    | Estats Units | 0  | 1     | 0      | 1     |
| 8    | Eslovènia    | 0  | 1     | 0      | 1     |
| 11   | Canadà       | 0  | 0     | 1      | 1     |